# 云南葶苈
云南葶苈（学名：Draba yunnanensis）是十字花科葶苈属的植物，是中国的特有植物。分布于中国大陆的云南、西藏、四川等地，生长于海拔2,300米至4,600米的地区，常生长在岩石间隙以及山坡水边。
其种加词 yunnanensis 意为“云南的”。

## 变种
- 细梗云南葶苈（学名：Draba yunnanensis var. gracilipes）为十字花科葶苈属云南葶苈的变种。分布在中国大陆的云南等地，生长于海拔2,780米至2,950米的地区，见于岩石缝中。
- 宽叶云南葶苈（学名：Draba yunnanensis var. latifolia）是十字花科葶苈属云南葶苈的变种。分布于中国大陆的四川、云南等地，生长于海拔5,500米至5,650米的地区，常生长在山坡石隙中。